# Stefano Surdanović
Stefano Surdanović (* 23. November 1998 in Wels, Österreich) ist ein serbischer Fußballspieler.

## Karriere
Surdanović begann seine Karriere in seiner Heimatstadt beim WSC Hertha Wels. 2011 wechselte er zum Stadtrivalen FC Wels. 2013 kam er in die Akademie der SV Ried. Im April 2016 debütierte er gegen den SV Sierning für die Amateure der Rieder in der OÖ Liga. In der Saison 2016/17 kam er für Ried II in jedem Spiel zum Einsatz und erzielte dabei sieben Tore.
Im Juni 2017 erhielt Surdanović einen bis Juni 2020 gültigen Profivertrag. Sein Debüt in der zweiten Liga gab er im Juli 2017, als er am ersten Spieltag der Saison 2017/18 gegen den SC Wiener Neustadt in der 58. Minute für Thomas Mayer eingewechselt wurde.
Zur Saison 2019/20 wechselte er zum Ligakonkurrenten FC Blau-Weiß Linz, bei dem er einen bis Juni 2021 laufenden Vertrag erhielt. In zweieinhalb Jahren in Linz kam der Stürmer zu 69 Zweitligaeinsätzen, in denen er zehn Tore erzielte. In der Saison 2020/21 wurde er mit Blau-Weiß Zweitligameister, der Verein hatte allerdings nicht um eine Bundesliga-Lizenz angesucht. Im Februar 2022 schloss Surdanović sich dem Bundesligisten FC Admira Wacker Mödling an. Für die Admira absolvierte er 14 Partien in der Bundesliga und erzielte dabei zwei Tore. Am Ende der Saison 2021/22 stieg er mit dem Verein jedoch aus der Bundesliga ab, woraufhin er die Admira bereits nach einem halben Jahr wieder verließ.
Zur Saison 2022/23 wechselte Surdanović dann zum Bundesligaaufsteiger SC Austria Lustenau, bei dem er einen bis Juni 2024 laufenden Vertrag erhielt. Für die Austria absolvierte er insgesamt 51 Partien in der Bundesliga, aus der er mit Lustenau aber 2024 abstieg. Daraufhin verließ er die Vorarlberger nach der Saison 2023/24 per Vertragsende.
Im Anschluss wechselte er im August 2024 nach Bosnien und Herzegowina zum HŠK Zrinjski Mostar.